# Adrián Torres
Adrián Nahuel Torres (El Talar, 31 ottobre 1989) è un calciatore argentino, difensore svincolato.

## Caratteristiche tecniche
È un terzino sinistro.

## Carriera
Cresciuto nel settore giovanile del Vélez Sarsfield, nel 2012 è stato ceduto in prestito al Godoy Cruz debuttando fra i professionisti in occasione dell'incontro di Primera División pareggiato 1-1 contro il Boca Juniors.